# Вікторія Саксен-Кобург-Заальфельдська
Марія Луїза Вікторія Саксен-Кобург-Заальфельдська (нім. Marie Louise Victoire von Sachsen-Coburg-Saalfeld; 17 серпня 1786 — 16 березня 1861) — принцеса Саксен-Кобург-Заальфельдська з Ернестинської лінії Веттінів, донька герцога Саксен-Кобург-Заальфельду Франца та графині Ройсс цу Еберсдорф Августи Кароліни, дружина князя Лейнінгенського Еміха Карла, а після його смерті — герцога Кентського та Стратгернського Едуарда Августа. Матір королеви Вікторії.

## Біографія
Народилась 17 серпня 1786 року у Кобурзі. Була шостою дитиною та четвертою донькою в родині принца Саксен-Кобург-Заальфельдського Франца та його другої дружини Августи Ройсс-Еберсдорфська. Мала старших сестер Софію, Антуанетту та Юліану і братів Ернста та Фердинанда. Згодом сімейство поповнилася трьома молодшими дітьми, з яких дорослого віку досяг лише Леопольд. Правив країною їхній дід Ернст Фрідріх.
Принцеса провела ранні роки у Палаці Принців у Кобурзі.
Вважалася красивою та високоосвіченою дівчиною. Її батько цікавився наукою, був відомим поціновувачем мистецтва та колекціонером. Матір, відома в юності як найкрасивіша жінка свого часу, відзначалася розумом та енергійним характером. Жила сім'я дуже згуртовано.
У вересні 1800 року батько став правителем Саксен-Кобург-Заальфельду, і родина переїхала до Еренбурзького палацу, який був офіційною гергцогською резиденцією.
У 17-річному віці Вікторія була видана заміж за 40-річного принца Лейнінгенського Карла Еміха, єдиного сина та спадкоємця князя Карла Фрідріха Лейнінгенського. Весілля пройшло 21 грудня 1803 року у Кобурзі. Наречений вже два роки був удівцем. Дітей від першого шлюбу у нього не залишилося. Вікторія доводилася його першій дружині небогою.
У 1790-х роках землі Лейнінгену були захоплені французами, і лише у 1803 році князівська родина отримала земельну компенсацію за втрачені володіння на лівому берегу Рейна. Нова територія князівства була сформована із земель Майнцького курфюрства, Курпфальца та Вюрцбурзького єпископства загальною територією 1600 км² із столицею в Аморбаху. Резиденцією родини Лейнінгенів стало колишнє абатство Аморбах. У подружжя народилося двоє дітей. 
У 1807 році Карл Еміх став князем Лейнінгенським, хоча фактично землі втратили суверенітет ще у попередньому році за життя його батька. Втім, родині належали значні приватні володіння, що залишилися недоторканими. Карл Еміх також заклав мисливський будинок Вальдляйнінген в Оденвальді. Він помер на 11 річницю весілля з Вікторією в замку Аморбах від пневмонії. Згідно шлюбного контракту, майно княгині як удови складалося з літньої квартири в Аморбаху, зимової резиденції в Мільтенберзі та 20 000 гульденів ренти щорічно.
В тому ж році Вікторія, яка виконувала функції регентки при малолітньому синові, отримала шлюбну пропозицію від герцога Кентського та Стратгернського Едуарда Августа, які відхилила, пославшися на необхідність виховання дітей і управління землями.

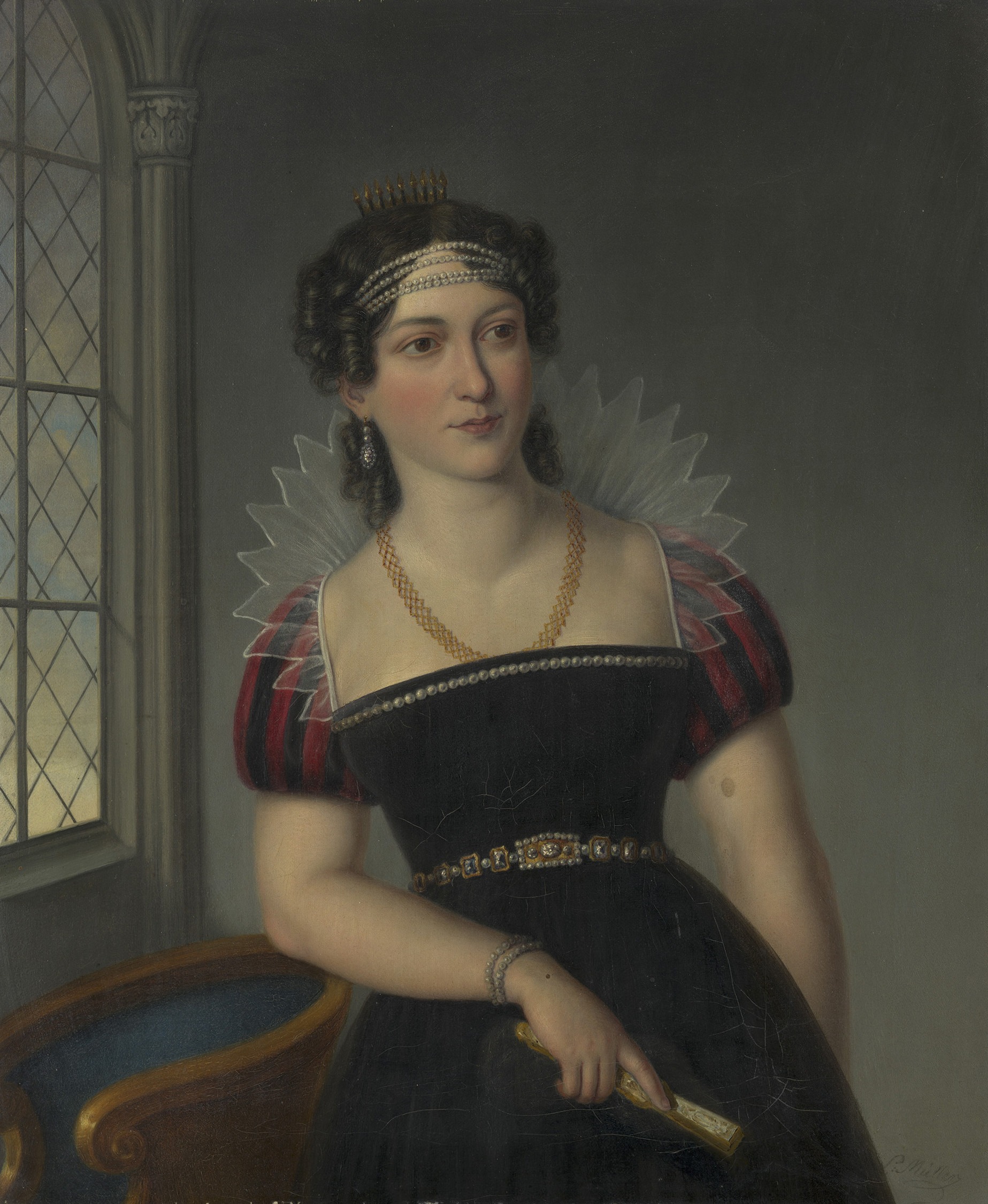
Портрет Вікторії пензля П. Мюллера, Королівська колекція

Після смерті принцеси Уельської у 1817 році, Едуард Август зробив Вікторії повторну пропозицію, яку вона прийняла, хоча й не знала англійської мови. Весілля відбулося 29 травня 1818 року в Німеччині, згодом церемонія була повторена у палаці К'ю у Великій Британії 11 липня того ж року. Друге вінчання було подвійним: тоді ж брали шлюб герцог Кларенс та Адельгейда Саксен-Майнінгенська. Обидві пари після весілля оселилися у Німеччині, оскільки життя там було дешевшим. Вікторія із чоловіком мешкали у будинку Тальгайм в Еберсбасі. Для народження дитини пара повернулася до Англії. Наступного року після весілля у них з'явилася донька: Вікторія (1819—1901) — королева Великої Британії та Ірландії у 1837—1901 роках, імператриця Індії у 1876—1901 роках, була одружена із принцом Саксен-Кобург-Готським Альбертом, мала дев'ятеро дітей.

За кілька місяців після її народження Ернст Август помер від наслідків запалення легенів, залишивши багато боргів. Згідно заповіту чоловіка, Вікторія одноосібно ставала опікункою їхньї доньки. Вона продовжила мешкати в Кенсінгтонському палаці, присвятивши себе вихованню малої Вікторії. Вільгельм IV пропонував їй оселитися в палаці К'ю, однак герцогиня відмовилася, зауваживши, що це «старий будинок, абсолютно неприйнятний для нас із принцесою, оскільки зовсім не пристосований для проживання і майже позбавлений меблів». Родина мешкала у скрутних умовах, маючи 6000 фунтов стерлінгів доходу з Цивільного листа та 3000 фунтів стерлінгів допомоги від брата Вікторії, Леопольда. Від 1831 року, коли з'ясувалося, що ймовірніше за все юна Вікторія стане майбутньою королевою, матеріальне становище сім'ї значно покращало.

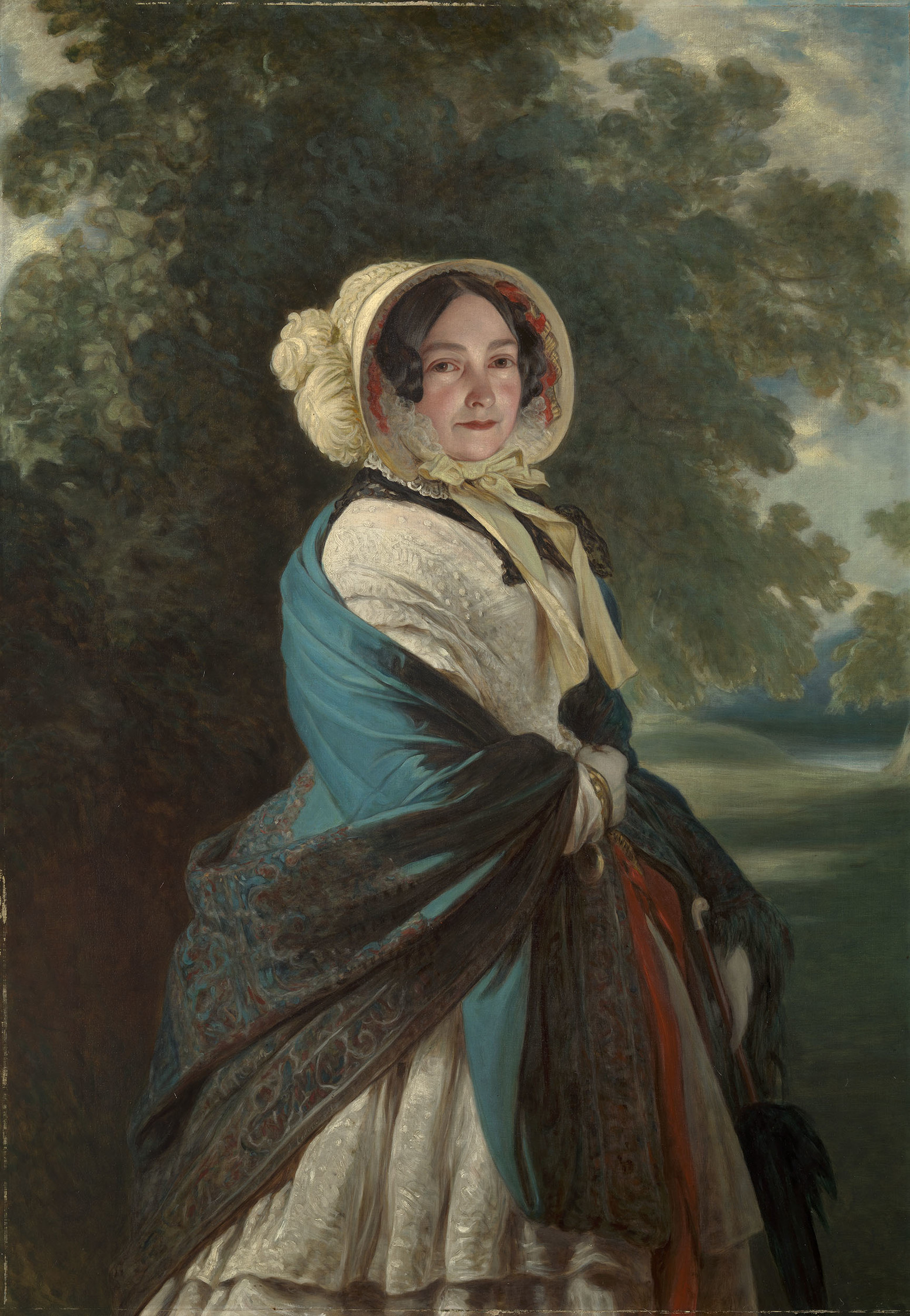
Портрет Вікторії Вільяма Кордена-старшого за оригіналом Ф. К. Вінтерхальтера, 1849

Під час правління Георга IV рідко бувала при дворі. Після того як принцеса підросла, Вікторія час від часу брала її з собою, аби відвідати визначні місця Англії, а також зібрала навколо неї у Кенсінгтоні невелику високоінтелектуальну групу.
Управителем господарства герцогині Кентської був Джон Конрой, який згодом став її довіреною особою. Плітки часто називали їх коханцями, однак сама королева Вікторія ніколи не поділяла цю думку щодо матері, спираючись на благочестя останньої. Проте чутки спричинили те, що легітимність королеви Вікторії іноді ставиться під сумнів. Конрой та герцогиня розробили низку суворих правил для виховання юної принцеси, які отримали назву Кенсінгтонської системи. Втім, дорослішаючи, Вікторія всіляко опиралася спробам матері та Конроя отримати владу через неї. Кульмінацією стала спроба Конроя змусити юну принцесу письмово підтвердити, що після вступу на престол вона призначить його особистим секретарем. Вікторія відмовилася, і відносини між нею та матір'ю були зіпсовані. Потеплішали вони багато років потому за сприяння чоловіка Вікторії, Альберта.
Померла від раку 16 березня 1861 року у Фрогмор-гаусі. Була похована 25 березня у каплиці Святого Георгія у Віндзорському замку. 1 серпня того ж року тіло перепоховали у Мавзолеї герцогині Кентської у Фрогморі.

## Родина
Чоловік — Едуард Август, герцога Кентський та Стратгернський
Діти:
- Карл (1804—1856) — князь Лейнінгенський, був одруженим із богемською графинею Марією фон Клебельсберг, мав двох синів;
- Феодора (1807—1872) — дружина князя Гогенлое-Лангенбурзького Ернста I, мала шестеро дітей.

## Кіновтілення
- У австрійській мелодрамі «Молоді літа королеви» 1954 року режисера Ернста Марішки Вікторію зіграла Крістль Майрдайн.[7]
- В англо-американському телесеріалі 2001 року «Вікторія й Альберт» режисера Джона Ермана герцогиню Кентську втілила Пенелопа Вілсон.[8]
- В англо-американському фільмі «Молода Вікторія» 2009 року режисера Джина-Марка Валлі Вікторію грала Міранда Річардсон.[9]
- У британському телесеріалі «Вікторія» 2016 року режисера Дейзі Гудвін роль Вікторії виконує Кетрін Флеммінг.[10]